# Gulipáncsőrű kolibri
A gulipáncsőrű kolibri (Avocettula recurvirostris) a madarak (Aves) osztályának a sarlósfecske-alakúak (Apodiformes) rendjéhez, ezen belül a kolibrifélék (Trochilidae) családjához tartozó Avocettula nem egyetlen faja. Az alcsaládi besorolása bizonytalan, egyes szervezetek a valódi kolibriformák (Trochilinae) alcsaládjába sorolják ezt a nemet és a fajt is.

## Rendszerezése
A fajt William John Swainson angol ornitológus írta le 1822-ben, a Trochilus nembe Trochilus recurvirostris néven. Sorlták az Anthracothorax nembe Anthracothorax recurvirostris néven is. 

## Előfordulása
Brazília, Ecuador, Francia Guyana, Guyana, Suriname és Venezuela területén honos. Természetes élőhelyei a szubtrópusi és trópusi síkvidéki esőerdők és nedves szavannák. Állandó, nem vonuló faj.

## Megjelenése
Testhossza 10 centiméter.

## Természetvédelmi helyzete
Az elterjedési területe nagyon nagy, egyedszáma ugyan csökken, de még nem éri el a kritikus szintet. A Természetvédelmi Világszövetség Vörös listáján nem fenyegetett fajként szerepel.